# Eisenbahnunfall von Neuwied
Der Eisenbahnunfall von Neuwied war der Zusammenstoß zweier Schnellzüge in Neuwied am Abend des 22. Dezember 1947. Ursächlich waren die unzureichenden Betriebsbedingungen in der Nachkriegszeit. 42 Menschen starben.

## Ausgangslage
Die Brücke über die Wied im Zuge der zweigleisigen rechten Rheinstrecke liegt zwischen den Bahnhöfen Neuwied und Fahr-Irlich. Sie wurde 1945 zerstört und der Verkehr anschließend mit einem Provisorium wieder aufgenommen: Eine eingleisige Behelfsbrücke wurde errichtet, über die die Gleise beider Fahrtrichtungen über 400 Meter mit einer Gleisverschlingung geführt wurden, sodass immer nur ein Zug die Brücke überqueren konnte. Die Gleisverschlingung wurde von Norden mit dem Ausfahrsignal des Bahnhofs Fahr-Irlich, südlich der Brücke mit einem weiteren Signal für die Gegenrichtung gesichert. Die Signale waren durch den Krieg, mangelnde Ersatzteile, schlechtes Petroleum und unzureichende Dochte nur bedingt betriebstauglich und die Signalbeleuchtung erlosch immer wieder.
In nördliche Richtung war, aus Freiburg i. B. kommend, an diesem Abend der D 269 nach Dortmund unterwegs. Er wurde von der Dampflokomotive 03 054 gezogen.
Im Bahnhof Fahr-Irlich stand der D 48 von Dortmund nach München Hauptbahnhof: Ein Reisender hatte sich in der Dunkelheit eines nur unzureichend ausgeleuchteten Zugabteils vergriffen, als er die Lüfterklappe öffnen wollte, und stattdessen die Notbremse gezogen. So stand, bis das Problem behoben war, der Zug im Bahnhof Fahr-Irlich vor dem „Fahrt frei“ zeigenden Ausfahrsignal.

## Unfallhergang
Zu diesem Zeitpunkt fuhr der D 269 von Süden auf die Brücke zu. Dessen Lokomotivführer erkannte das „Halt erwarten“ gebietende Vorsignal, das die Gleisverschlingung sicherte. Er hielt nun nach dem folgenden Hauptsignal Ausschau, erkannte es aber nicht, da dessen Beleuchtung ausgefallen war. Sehr wohl bemerkte er aber, dass er in den eingleisigen Abschnitt einfuhr, leitete sofort eine Schnellbremsung ein und konnte seine Geschwindigkeit noch auf 40–50 km/h reduzieren.
Die Notbremse am D 48 konnte inzwischen gelöst werden und der Zug setzte sich in Bewegung. Er fuhr so erst ca. 10 km/h als es um 18:32 Uhr zur Kollision beider Lokomotiven kam. Da die Lokomotive des D 269 gerade aus der Gleisverschlingung herausfuhr, traf die Lokomotive des D 48 sie seitlich und drückte sie aus dem Gleis, so dass sie den Bahndamm hinab stürzte. Schlepptender und die drei folgenden Personenwagen wurden mitgerissen.

## Folgen
42 Menschen starben, 116 weitere wurden verletzt. Alle Toten und Verletzten waren in den drei abgestürzten Personenwagen gereist. Die Fahrgäste des D 48 dagegen blieben ohne jeden Schaden. Bis 21 Uhr trafen Hilfszüge aus Engers, Linz und Oberlahnstein ein.
Der Lokomotivführer erhielt eine Gefängnisstrafe von 4 Monaten Haft, obwohl ihm zugestanden wurde, dass ihm kaum Schuld dafür zuzuerkennen war, dass er das unbeleuchtete Signal nicht gesehen hatte.